# Skeleton nos Jogos Olímpicos de Inverno de 2022 - Feminino
O evento feminino do skeleton nos Jogos Olímpicos de Inverno de 2022 foi disputado no Xiaohaituo Bobsleigh e Luge Track em Pequim, nos dias 10 e 12 de fevereiro.

## Medalhistas
| Ouro   | GBR Hannah Neise     |
| Prata  | AUS Jaclyn Narracott |
| Bronze | NED Kimberley Bos    |

## Resultados
| Pos  | Bib | Atleta               | País                         | 1ª descida | Pos | 2ª descida | Pos | 3ª descida | Pos | 4ª descida  | Pos         | Total   | Diferença |
| ---- | --- | -------------------- | ---------------------------- | ---------- | --- | ---------- | --- | ---------- | --- | ----------- | ----------- | ------- | --------- |
| 01 ! | 15  | Hannah Neise         | GER Alemanha                 | 1:02.36    | 8   | 1:02.19    | 1   | 1:01.44    | 1   | 1:01.63     | 1           | 4:07.62 | –         |
| 02 ! | 18  | Jaclyn Narracott     | AUS Austrália                | 1:02.05    | 2   | 1:02.29    | 3   | 1:01.79    | 3   | 1:02.11     | 4           | 4:08.24 | +0.62     |
| 03 ! | 4   | Kimberley Bos        | NED Países Baixos            | 1:02.51    | 10  | 1:02.22    | 2   | 1:01.86    | 4   | 1:01.87     | 2           | 4:08.46 | +0.84     |
| 4    | 7   | Tina Hermann         | GER Alemanha                 | 1:02.28    | 5   | 1:02.29    | 3   | 1:01.90    | 5   | 1:02.26     | 6           | 4:08.73 | +1.11     |
| 5    | 11  | Mirela Rahneva       | CAN Canadá                   | 1:02.03    | 1   | 1:03.14    | 18  | 1:01.72    | 2   | 1:02.26     | 6           | 4:09.15 | +1.53     |
| 6    | 16  | Katie Uhlaender      | USA Estados Unidos           | 1:02.41    | 9   | 1:02.46    | 8   | 1:02.15    | 6   | 1:02.21     | 5           | 4:09.23 | +1.61     |
| 7    | 19  | Anna Fernstädtová    | CZE República Checa          | 1:02.35    | 6   | 1:02.44    | 6   | 1:02.27    | 10  | 1:02.26     | 6           | 4:09.32 | +1.70     |
| 8    | 14  | Jacqueline Lölling   | GER Alemanha                 | 1:02.27    | 4   | 1:02.45    | 7   | 1:02.22    | 7   | 1:02.41     | 14          | 4:09.35 | +1.73     |
| 9    | 3   | Zhao Dan             | CHN China                    | 1:02.26    | 3   | 1:02.40    | 5   | 1:02.53    | 16  | 1:02.33     | 9           | 4:09.52 | +1.90     |
| 10   | 6   | Janine Flock         | AUT Áustria                  | 1:02.64    | 14  | 1:02.72    | 10  | 1:02.23    | 8   | 1:02.45     | 15          | 4:10.04 | +2.42     |
| 11   | 8   | Yulia Kanakina       | ROC                          | 1:02.56    | 11  | 1:02.95    | 13  | 1:02.24    | 9   | 1:02.34     | 10          | 4:10.09 | +2.47     |
| 12   | 9   | Valentina Margaglio  | ITA Itália                   | 1:02.84    | 17  | 1:03.04    | 15  | 1:02.45    | 14  | 1:02.05     | 3           | 4:10.38 | +2.76     |
| 13   | 2   | Nicole Silveira      | BRA Brasil                   | 1:02.58    | 12  | 1:02.95    | 13  | 1:02.55    | 17  | 1:02.40     | 13          | 4:10.48 | +2.86     |
| 14   | 21  | Li Yuxi              | CHN China                    | 1:02.64    | 14  | 1:02.62    | 9   | 1:02.39    | 12  | 1:02.94     | 19          | 4:10.59 | +2.97     |
| 15   | 10  | Alina Tararychenkova | ROC                          | 1:02.74    | 16  | 1:02.86    | 11  | 1:02.43    | 13  | 1:02.79     | 17          | 4:10.82 | +3.20     |
| 16   | 5   | Elena Nikitina       | ROC                          | 1:02.92    | 18  | 1:03.07    | 17  | 1:02.51    | 15  | 1:02.37     | 12          | 4:10.87 | +3.25     |
| 17   | 13  | Jane Channell        | CAN Canadá                   | 1:02.59    | 13  | 1:03.31    | 22  | 1:02.71    | 19  | 1:02.34     | 10          | 4:10.95 | +3.33     |
| 18   | 12  | Kim Meylemans        | BEL Bélgica                  | 1:02.35    | 6   | 1:02.92    | 12  | 1:02.34    | 11  | 1:03.73     | 20          | 4:11.34 | +3.72     |
| 19   | 1   | Laura Deas           | GBR Grã-Bretanha             | 1:02.99    | 21  | 1:03.15    | 19  | 1:02.71    | 19  | 1:02.70     | 16          | 4:11.55 | +3.93     |
| 20   | 23  | Endija Tērauda       | LAT Letônia                  | 1:02.98    | 20  | 1:03.15    | 19  | 1:02.65    | 18  | 1:02.79     | 17          | 4:11.57 | +3.95     |
| 21   | 17  | Kelly Curtis         | USA Estados Unidos           | 1:02.94    | 19  | 1:03.05    | 16  | 1:03.24    | 23  | Não avançou | Não avançou | 3:09.23 | N/A       |
| 22   | 20  | Brogan Crowley       | GBR Grã-Bretanha             | 1:03.32    | 23  | 1:03.23    | 21  | 1:02.82    | 21  | Não avançou | Não avançou | 3:09.37 | N/A       |
| 23   | 24  | Kim Eun-ji           | KOR Coreia do Sul            | 1:03.28    | 22  | 1:03.68    | 23  | 1:02.83    | 22  | Não avançou | Não avançou | 3:09.79 | N/A       |
| 24   | 22  | Kellie Delka         | PUR Porto Rico               | 1:04.83    | 24  | 1:04.47    | 24  | 1:04.55    | 24  | Não avançou | Não avançou | 3:13.85 | N/A       |
| 25   | 25  | Katie Tannenbaum     | ISV Ilhas Virgens Americanas | 1:06.48    | 25  | 1:07.36    | 25  | 1:04.84    | 25  | Não avançou | Não avançou | 3:18.68 | N/A       |

Legenda
| Recorde mundial      | Recorde mundial (World record)               |                       | Recorde africano                      | Recorde africano (African) |                                           | Q | Classificado por posição (Qualified) |
| Recorde olímpico     | Recorde olímpico (Olympic record)            | Recorde da América    | Recorde da América (Americas)         | q                          | Classificado por melhor tempo (Qualified) |   |                                      |
| Recorde de pista     | Recorde da pista (Track record)              | Recorde asiático      | Recorde asiático (Asian)              | DNS                        | Não largou (Did not start)                |   |                                      |
| Recorde nacional     | Recorde nacional (National record)           | Recorde europeu       | Recorde europeu (European)            | DNF                        | Não terminou (Did not finish)             |   |                                      |
| Recorde pessoal      | Recorde pessoal do atleta (Personal best)    | Recorde da Oceania    | Recorde da Oceania (Oceania)          | DSQ / DQ                   | Desclassificado (Disqualified)            |   |                                      |
| Recorde da temporada | Recorde da temporada do atleta (Season best) | Recorde sul-americano | Recorde sul-americano (South America) | NM                         | Sem marca (No mark)                       |   |                                      |